# Voćin

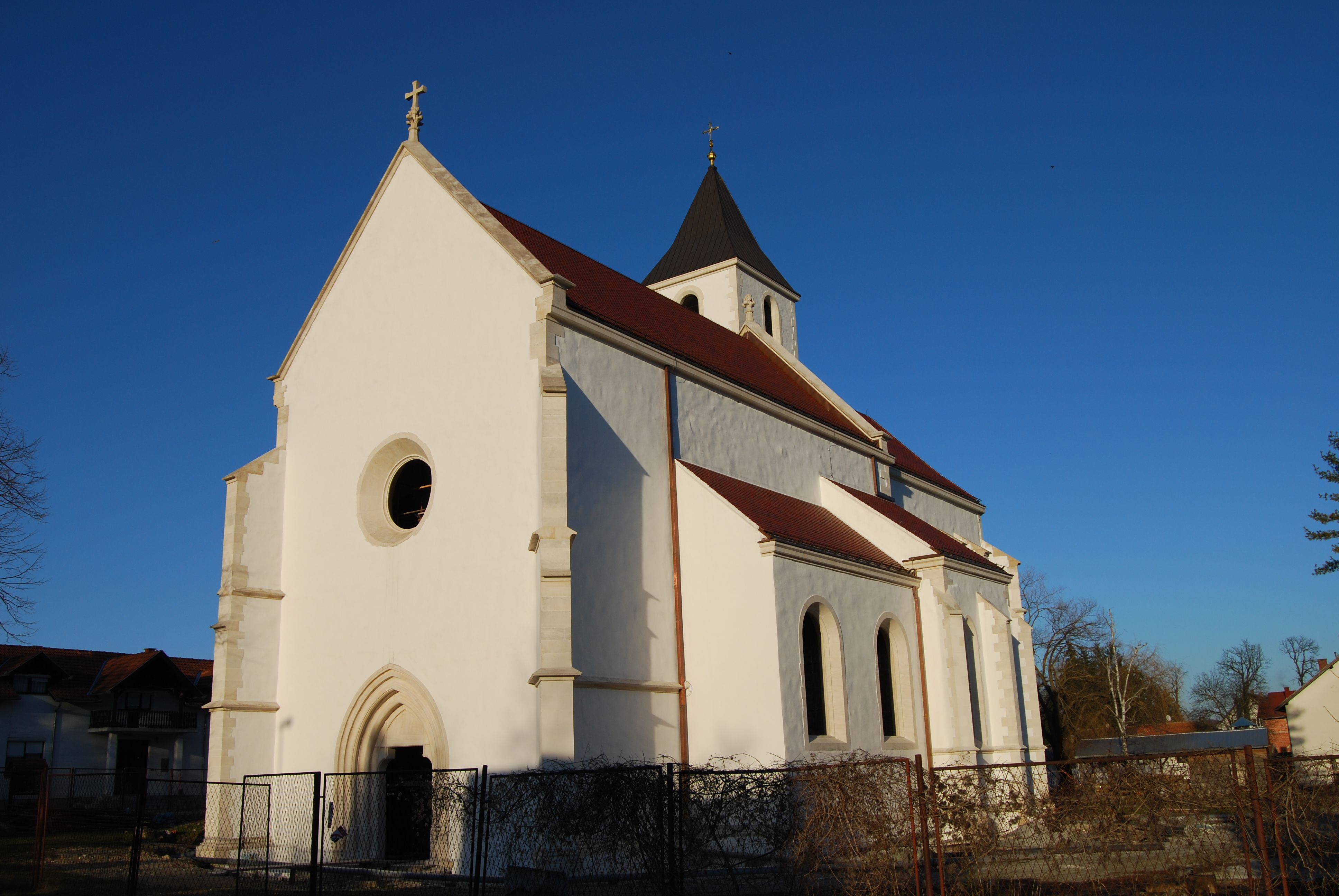

Voćin est un village et une municipalité située en Slavonie, dans le comitat de Virovitica-Podravina, en Croatie. Au recensement de 2001, la municipalité comptait 2 421 habitants, dont 85,46 % de Croates et 13,01 % de Serbes ; le village seul comptait 1 161 habitants.

## Histoire
Le 14 janvier 1942, pendant la Seconde Guerre mondiale, y est perpétré le (en) massacre de Voćin de 1942. Il s'agit du meurtre de 350 civils serbes par des Oustachis.
Le 13 décembre 1991, pendant la Guerre de Croatie, y est perpétré le (en) massacre de Voćin de 1991. Il s'agit du meurtre de 43 civils croates par des paramilitaires serbes.

## Localités
La municipalité de Voćin compte 21 localités (au recensement de 2011):
| - Bokane - 215 - Čeralije - 623 - Dobrić - 0 - Donje Kusonje - 5 - Đuričić - 0 - Gornje Kusonje - 13 - Gornji Meljani - 15 - Hum - 50 - Hum Varoš - 47 - Kometnik-Jorgići - 26 - Kometnik-Zubići - 28 | - Kuzma - 0 - Lisičine - 0 - Macute - 33 - Mačkovac - 47 - Novo Kusonje - 22 - Popovac - 0 - Rijenci - 5 - Sekulinci - 7 - Smude - 15 - Voćin - 1191 |